# Thriambus iaspis
Thriambus iaspis är en insektsart som beskrevs av Ronald Gordon Fennah 1969. Thriambus iaspis ingår i släktet Thriambus och familjen sporrstritar. Inga underarter finns listade i Catalogue of Life.